# Весновский, Виктор Александрович
Виктор Александрович Весновский (30 января 1873, Кологривский уезд, Костромская губерния — 23 ноября 1933, Пермь) — российский (уральский) журналист, публицист, краевед и общественный деятель. Герой Труда (1925).

## Биография
Родился 30 января 1873 года в селе Онуфриевском (ныне Шемятино) Кологривского уезда Костромской губернии.
Его отец служил псаломщиком при местной церкви Преподобного Онуфрия Великого и, так как семья была большая, а приход — бедный, то чтобы прокормить своих детей — он вынужден был заниматься и сельским хозяйством. Виктор был шестым ребёнком в семье.
В 1888 году окончил Макарьевское духовное училище и продолжил обучение в Костромской семинарии, но не окончив в ней курса, был отчислен. В 1893 году в Казани окончил земскую школу лекарских помощников.
В 1893—1897 годах В. А. Весновский работал фельдшером в различных медицинских учреждениях, а в 1894 году пишет свою первую корреспонденцию в газету «Волжский вестник» (Казань). В 1897 году работал в Екатеринбурге в газете «Урал». 28 апреля 1899 года уходит из «Урала» и становится неофициальным секретарём редакции газеты «Уральская жизнь».
В 1906 году Весновский живёт в Челябинске, где редактирует газету «Голос Приуралья». В августе 1909 года он отказывается от должности редактора газеты и уезжает из города. Весновский подыскал себе службу в Оренбурге, где возглавил газету «Оренбургский край», но проработал в ней только до конца 1909 года, поскольку был принужден выехать в Челябинск и отсидеть год в местной тюрьме (с 7 января 1910 по 7 января 1911). Выйдя из заключения, он дал некогда основанной им газете интервью и убыл из Челябинска навсегда.
В последующие годы В. А. Весновский работал непродолжительное время в Самаре (в газете «Волжское слово») и Оренбурге, а в 1912 году осел в Перми, где сначала был секретарем редакции «Пермских ведомостей», а затем трудился на той же должности в «Вестнике землеустройства Северо-Восточного района».
В декабре 1917 года Весновский эвакуируется из Перми в Сибирь. В начале 1920-х годов он работает в отделе здравоохранения в г. Новониколаевске (ныне Новосибирск). В 1925 году возвращается в Пермь, где находит радушный приём. Здесь он был удостоен звания «Герой труда», избран почётным членом Общества краеведения.
Умер В. А. Весновский в 1933 году.

## Память
Вклад Весновского в челябинское краеведение состоит прежде всего в популяризации сведений о Челябинске начала XX века. Особой заслугой В. А. Весновского может быть признана работа по изданию справочника «Весь Челябинск и его окрестности» — первой обзорной книги о городе.

## Награды
- Герой Труда (1925).